# Viviparidae
Los vivipáridos (Viviparidae), conocidos como caracoles de río o caracoles misteriosos, son una familia de grandes moluscos gasterópodos acuáticos. Son uno de los caracoles de agua dulce operculados más ampliamente distribuidos.
La familia está clasificada dentro del grupo informal Architaenioglossa según la Taxonomía de Gastropoda de Bouchet & Rocroi (2005).

## Distribución
Esta familia está presente casi en todo el mundo en regiones templadas y tropicales, con la excepción de América del Sur.
Hay dos géneros de Viviparidae en África: Bellamya y Neothauma. 
El vivipárido más antiguo conocido es Viviparus langtonensis del Jurásico Medio de Inglaterra. Los registros más antiguos del hemisferio sur provienen de los yacimientos fósiles de Talbragar del Jurásico tardío de Australia.

## Taxonomía
La familia Viviparidae contiene 3 subfamilias (según la Taxonomía de  Gastropoda de Bouchet & Rocroi, 2005 ):
- Viviparinae Gray, 1847 (1833) - sinónimos: Paludinidae Fitzinger, 1833 (inv.); Kosoviinae Atanackovic, 1859 (na)
- Bellamyinae Rohrbach, 1937 - sinónimo: Amuropaludinidae Starobogatov, Prozorova, Bogatov & Sayenko, 2004 (na)
- Lioplacinae Gill, 1863 - sinónimo: Campelomatinae Thiele, 1929

## Géneros
Los géneros dentro de la familia Viviparidae incluyen:
Subfamilia Viviparinae, Gray, 1847
- Galizgia Mikhaylovskiy, 1903
- † Kosovia Atanacković, 1959
- Rivularia Heude, 1890[4]
- Trochopaludina Starobogatov, 1985
- Tulotoma Haldeman, 1840
- Viviparus Montfort, 1810 - género tipo

Subfamilia Bellamyinae Rohrbach, 1937
- Amuropaludina Moskvicheva, 1979
- Angulyagra Rao, 1931 [5]
- Anulotaia Brandt, 1968
- Anularya Zhang y Chen, 2015 [6]
- † Apameaus Sivan, Heller & van Damme, 2006 [7] Este género del Plioceno-Pleistoceno contiene sólo una especie Apameaus apameae Sivan, Heller & van Damme, 2006
- Bellamya Jousseame, 1886 - género tipo de la subfamilia
- Boganmargarya Thach, 2018
- Cipangopaludina Hannibal, 1912 [5]
- Eyriesia P. Fischer, 1885
- Filopaludina Habe, 1964
- Heterogen Annandale, 1921 - con la única especie Heterogen longispira (EA Smith, 1886)
- Idiopoma pilsbry, 1901
- Larina Adams, 1851 [8]
- Margarya Nevill, 1877
- Mekongia Crosse y Fischer, 1876
- Neclarina Iredale, 1943
- Algodón de Notopala , 1935 [9]
- Sinotaia Haas, 1939
- Taia Annandale, 1918
- † Temnotaia Annandale, 1919
- Tchangmargarya He, 2013 [6]
- Torotaia Haas, 1939
- Trochotaia Brandt, 1974 [10]

Subfamilia Lioplacinae Gill, 1863
- Campeloma Rafinesque, 1819
- Lioplax Troschel, 1856

Subfamilia ?
- † Albianopalin Hamilton-Bruce, Smith y Gowlett-Holmes, 2002 [11] - de Albian, Nueva Gales del Sur [11]
- Neothauma EA Smith, 1880 [1]
- Siamopaludina Brandt, 1968

Géneros llevados a la sinonimia

- Centrapala Cotton, 1935: [8] sinónimo de Larina A. Adams, 1855
- Contectiana Bourguignat, 1880: sinónimo de Viviparus Montfort, 1810
- Eularina Iredale, 1943: sinónimo de Larina A. Adams, 1855
- subfamilia † Kosoviinae Atanacković, 1959: sinónimo de Viviparidae Gray, 1847
- Lecythoconcha Annandale, 1920: sinónimo de Cipangopaludina Hannibal, 1912
- Metohia Popovic, 1964 : (homónimo menor, no hay nombre de reemplazo disponible en 2014)
- Notopalena Iredale, 1943: sinónimo de Notopala Cotton, 1935
- Paludina Férussac, 1812: sinónimo de Viviparus Montfort, 1810
- Siamopaludina Brandt, 1968 : sinónimo de Filopaludina (Siamopaludina) Brandt, 1968 representado como Filopaludina Habe, 1964
- Vivípara : sinónimo de Viviparus Montfort, 1810

## Ciclo vital
Se ha reportado una esperanza de vida de entre 3 y 11 años en varias especies de Viviparidae. 